# Hans Gerhard Kindermann
Hans Gerhard Kindermann (* 7. September 1916 in Hamburg; † 2. Oktober 2004 in Ochsenfurt) war ein deutscher Fabrikant.

## Leben
Der aus Hamburg gebürtige Hans Gerhard Kindermann trat nach abgelegtem Abitur, gefolgt von einem mit der Promotion abgeschlossenen Studium, in die 1861 in Berlin als Familienunternehmen gegründete Kindermann GmbH ein. Dort wurde er in weiterer Folge zum geschäftsführenden Gesellschafter der Kindermann & Co. GmbH in Ochsenfurt sowie der Kindermann Electronic Services GmbH in Berlin bestellt.
Kindermann gehörte darüber hinaus 1948 zu den Gründungsmitgliedern des deutschen Photoindustrieverbandes in Rüdesheim. Kindermann, der gemeinsam mit der Messe Köln das Konzept der Photokina, der weltweiten Leitmesse rund ums Bild, entwickelte, führte den Vorsitz des Photoindustrie-Verbandes von 1961 bis 1980, anschließend wurde er zum Ehrenvorsitzenden ernannt.
Hans Gerhard Kindermann wurde für sein Engagement um die Photoindustrie mit zahlreichen Ehrungen bedacht, darunter 1964 mit der Goldenen Linse für Verdienste um die europäische Photographie, 1978 mit dem Bayerischen Verdienstorden, 1981 mit dem Bundesverdienstkreuz I. Klasse sowie mit dem hohen japanischen Orden des Heiligen Schatzes, III. Klasse.